# Richard Jenkins
Richard Dale Jenkins (* 4. května 1947 DeKalb, Illinois) je americký herec.
Vystudoval dramatiku na Illinois Wesleyan University. Poté se přestěhoval do Rhode Islandu, kde několik desetiletí působil v divadle Trinity Repertory Company. V televizi debutoval filmem Feasting with Panthers (1974), na stříbrném plátně se poprvé objevil roku 1985 ve snímku Silverado. Od té doby hrál např. ve filmech Hana a její sestry (1986), Čarodějky z Eastwicku (1987), Moře lásky (1989), Co si ušít do výbavy (1995) a Sníh padá na cedry (1999). Spolupracoval také s bratry Farrellyovými (Něco na té Mary je, Hurá na to!, Já, mé druhé já a Irena, Řekni, že to tak není, Týden bez závazků, Tři moulové) a bratry Coenovými (Muž, který nebyl, Nesnesitelná krutost, Po přečtení spalte). V letech 2001–2005 hrál v seriálu Odpočívej v pokoji. Za svůj herecký výkon v hlavní roli ve snímku Nezvaný host (2007) byl nominován na Oscara. Zahrál si i ve snímcích Království (2007), Bratři z donucení (2008) či Chata v horách (2012).